# Borogonzy
Borogonzy (russisch Борого́нцы; jakutisch Бороҕон) ist ein Dorf (selo) in der Republik Sacha (Jakutien) in Russland mit 5222 Einwohnern (Stand 14. Oktober 2010).

## Geographie
Der Ort liegt etwa 100 km Luftlinie nordöstlich der Republikhauptstadt Jakutsk am See Mjurju (jakutisch Mürü). Dieser nimmt den tiefstgelegenen Bereich eines sogenannten Alas ein, einer in Zentraljakutien weit verbreiteten eiszeitlichen Geländeform, die mit von Söllen eingenommenen Toteiskesseln vergleichbar, jedoch um ein Vielfaches größeren Ausmaßes ist. Der Alas Mjurju gehört mit fast 60 km² zu den flächengrößten überhaupt.
Borogonzy ist Verwaltungszentrum des Ulus Ust-Aldanski. Das Dorf ist Sitz der Landgemeinde (selskoje posselenije) Mjurjunski nasleg, zu der außerdem die die Dörfer Myndaba (1,5 km südlich jenseits des östlichen Endes des Sees Mjurju) und Tomtor (etwa 5 km nordwestlich der Ortsmitte) gehören.

## Geschichte
Der heutige Gemeindeteil Tomtor wurde 1805 als ständiges Zentrum eines jakutischen Ulus bestimmt. Im beginnenden 20. Jahrhundert verlagerte sich das Siedlungszentrum zum tiefergelegenen heutigen Dorf Borogonzy, benannt nach einem der großen jakutischen Stammesverbände. Seit 1930 ist der Ort Verwaltungssitz eines Ulus (Rajons) in der heutigen Fornm.

### Bevölkerungsentwicklung
| Jahr | Einwohner |
| ---- | --------- |
| 1939 | 1110      |
| 1959 | 2286      |
| 1970 | 3621      |
| 1979 | 4268      |
| 1989 | 4847      |
| 2002 | 5458      |
| 2010 | 5222      |

Anmerkung: Volkszählungsdaten

## Verkehr
Nach Borogonzy führt eine Straße, die in Tjungjulju von der Fernstraße R504 Kolyma abzweigt, die Nischni Bestjach bei Jakutsk mit Magadan verbindet (bisher M56, Nummer noch bis 2017 alternativ in Gebrauch). Lokalstraßen führten weiter in den westlichen (Ogorodtach an der Lena) und nördlichen Teil des Ulus (Tscheriktei am Aldan).